# Кухар, Галина Владиславовна
Галина Владиславовна Кухар (в девичестве Гржибовская; 12 июля 1951, Москва) — украинский тренер по фигурному катанию. Ранее, советская фигуристка выступавшая в одиночном разряде. Чемпионка СССР 1968 года. Мастер спорта СССР. Заслуженная артистка Украинской ССР.

## Карьера
Галина Гржибовская и Елена Щеглова были первыми советскими одиночницами, принявшими участие в Олимпийских играх, это произошло на Играх 1968 года в Гренобле.
Начинала заниматься фигурны катанием у Светланы Мозер, затем работала с Татьяной Толмачёвой и Станиславом Жуком. С Жуком сработаться не смогла, не привыкнув к авторитарному стилю руководства тренера, и, уйдя из группы, завершила карьеру.
После окончания любительской карьеры на протяжении 23 лет была солисткой Украинского художественно-спортивного ансамбля «Балет на льду» (Киев).
Сыграла главную роль в художественном фильме «Приглашение к танцу» (киностудия им. Довженко, 1977 год, режиссёр — Владимир Савельев). Автор книги «И лёд, и слезы, и любовь…» (1999 год).
В настоящее время работает тренером по фигурному катанию в Киеве. Она тренировала Алёну Савченко (успешно выступающую за Германию, она — шестикратная чемпионка мира в парном катании), Дмитрия Дмитренко (чемпион Европы 1993 года), Татьяну Волосожар и Станислава Морозова, Антона Ковалевского.
Продолжает тренировать украинских фигуристов.

## Спортивные достижения
| Соревнования/Сезон      | 1965—1966 | 1966—1967 | 1967—1968 | 1968—1969 |
| ----------------------- | --------- | --------- | --------- | --------- |
| Зимние Олимпийские игры |           |           | 16        |           |
| Чемпионаты мира         |           |           |           | 14        |
| Чемпионаты Европы       |           |           | 12        | 14        |
| Чемпионаты СССР         | 2         |           | 1         | 2         |